# Plorec-sur-Arguenon
Plorec-sur-Arguenon [plɔʁɛk syʁ aʁgənɔ̃] est une commune française située dans le département des Côtes-d'Armor en région Bretagne.

## Géographie
La commune de Plorec-sur-Arguenon est située sur la rive est de la vallée de l'Arguenon.
Outre le centre bourg, la commune de Plorec est formée de nombreux petits villages : la Ville hatte, Tréhemneuc, la Villebriand, le Temple, etc.
En bordure de l'Arguenon, à la limite avec la commune voisine de Plédéliac, se trouve implantée une base nautique.
| Pléven    | Pluduno                           |          |
| Plédéliac | Plorec-sur-Arguenon               | Bourseul |
|           | Jugon-les-Lacs - Commune nouvelle |          |

### Hydrographie
Pour un article plus général, voir Réseau hydrographique des Côtes-d'Armor.
La commune est située dans le bassin Loire-Bretagne. Elle est drainée par l'Arguenon,.
L'Arguenon, d'une longueur de 53 km, prend sa source dans la commune du Mené et se jette  dans la Manche en limite de Saint-Cast-le-Guildo et de Saint-Jacut-de-la-Mer, après avoir traversé dix communes.  Les caractéristiques hydrologiques de l'Arguenon sont données par la station hydrologique située sur la commune de Jugon-les-Lacs. Le débit moyen mensuel est de 0,834 m3/s. Le débit moyen journalier maximum est de 25,1 m3/s, atteint lors de la crue du 28 février 2010. Le débit instantané maximal est quant à lui de 36,1 m3/s, atteint le même jour.
Un plan d'eau complète le réseau hydrographique : la retenue de l'Arguenon, d'une superficie totale de 145,3 ha (55,75 ha sur la commune),.

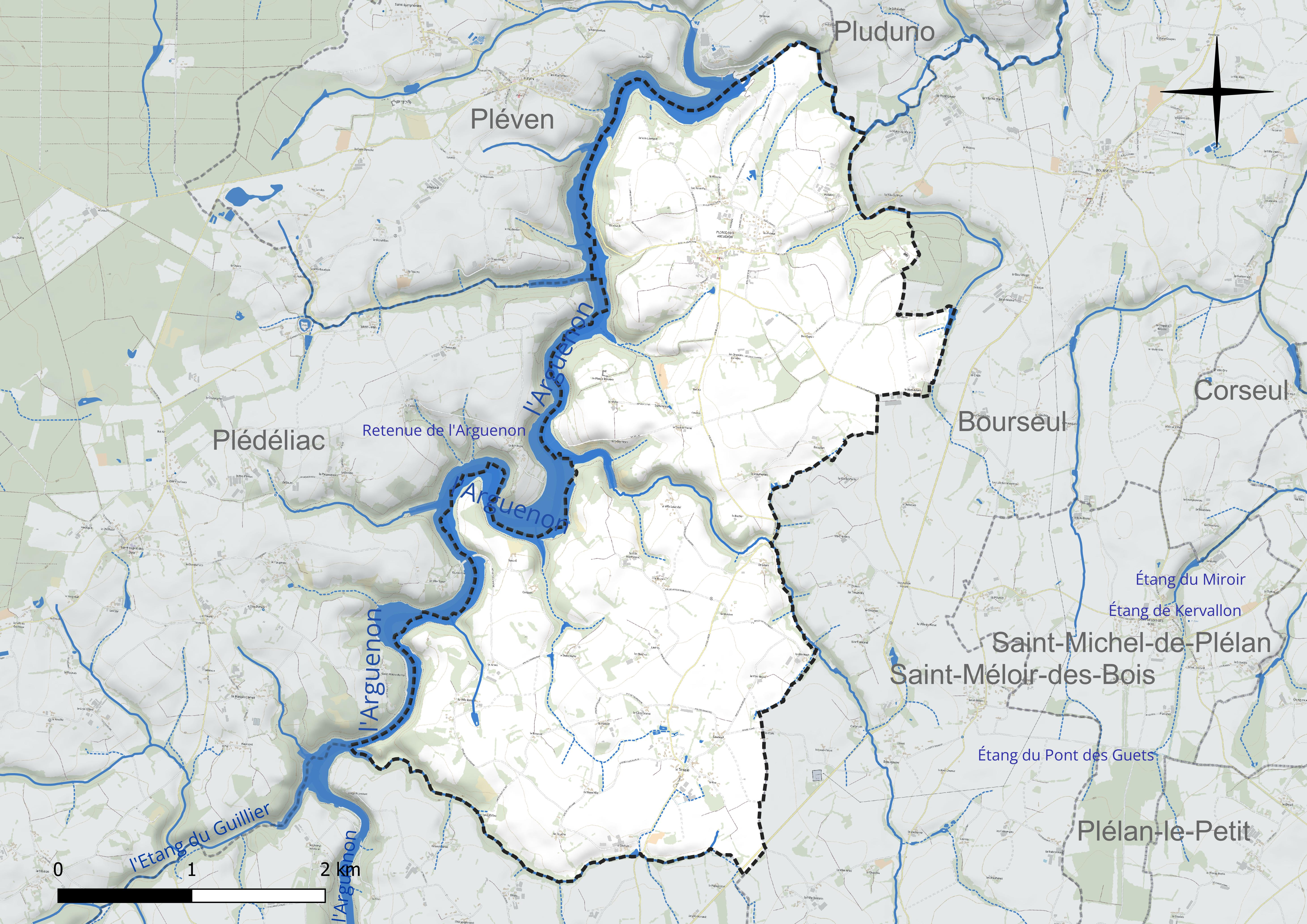
Réseau hydrographique de Plorec-sur-Arguenon.

### Climat
Pour des articles plus généraux, voir Climat de la Bretagne et Climat des Côtes-d'Armor.
En 2010, le climat de la commune est de type climat océanique franc, selon une étude du Centre national de la recherche scientifique s'appuyant sur une série de données couvrant la période 1971-2000. En 2020, Météo-France publie une typologie des climats de la France métropolitaine dans laquelle la commune est exposée à un climat océanique et est dans une zone de transition entre les régions climatiques « Finistère nord  » et « Bretagne orientale et méridionale, Pays nantais, Vendée ». Parallèlement l'observatoire de l'environnement en Bretagne publie en 2020 un zonage climatique de la région Bretagne, s'appuyant sur des données de Météo-France de 2009. La commune est, selon ce zonage, dans la zone « Intérieur », exposée à un climat médian, à dominante océanique.  
Pour la période 1971-2000, la température annuelle moyenne est de 11,3 °C, avec  une amplitude thermique annuelle de 11,5 °C. Le cumul annuel moyen de précipitations est de 720 mm, avec 12,2 jours de précipitations en janvier et 6,4 jours en juillet. Pour la période 1991-2020, la température moyenne annuelle observée sur la station météorologique la plus proche, située sur la commune de Quintenic à 10 km à vol d'oiseau, est de 11,6 °C et le cumul annuel moyen de précipitations est de 769,8 mm,. Pour l'avenir, les paramètres climatiques de la commune estimés pour 2050 selon différents scénarios d'émission de gaz à effet de serre sont consultables sur un site dédié publié par Météo-France en novembre 2022.

## Urbanisme

### Typologie
Au 1er janvier 2024, Plorec-sur-Arguenon est catégorisée commune rurale à habitat dispersé, selon la nouvelle grille communale de densité à 7 niveaux définie par l'Insee en 2022.
Elle est située hors unité urbaine et hors attraction des villes,.

### Occupation des sols
L'occupation des sols de la commune, telle qu'elle ressort de la base de données européenne d’occupation biophysique des sols Corine Land Cover (CLC), est marquée par l'importance des territoires agricoles (82,5 % en 2018), une proportion sensiblement équivalente à celle de 1990 (82,6 %). La répartition détaillée en 2018 est la suivante : 
terres arables (39,5 %), zones agricoles hétérogènes (26,5 %), prairies (16,5 %), forêts (10,6 %), eaux continentales (4,6 %), zones urbanisées (2,3 %). L'évolution de l’occupation des sols de la commune et de ses infrastructures peut être observée sur les différentes représentations cartographiques du territoire : la carte de Cassini (XVIIIe siècle), la carte d'état-major (1820-1866) et les cartes ou photos aériennes de l'IGN pour la période actuelle (1950 à aujourd'hui).

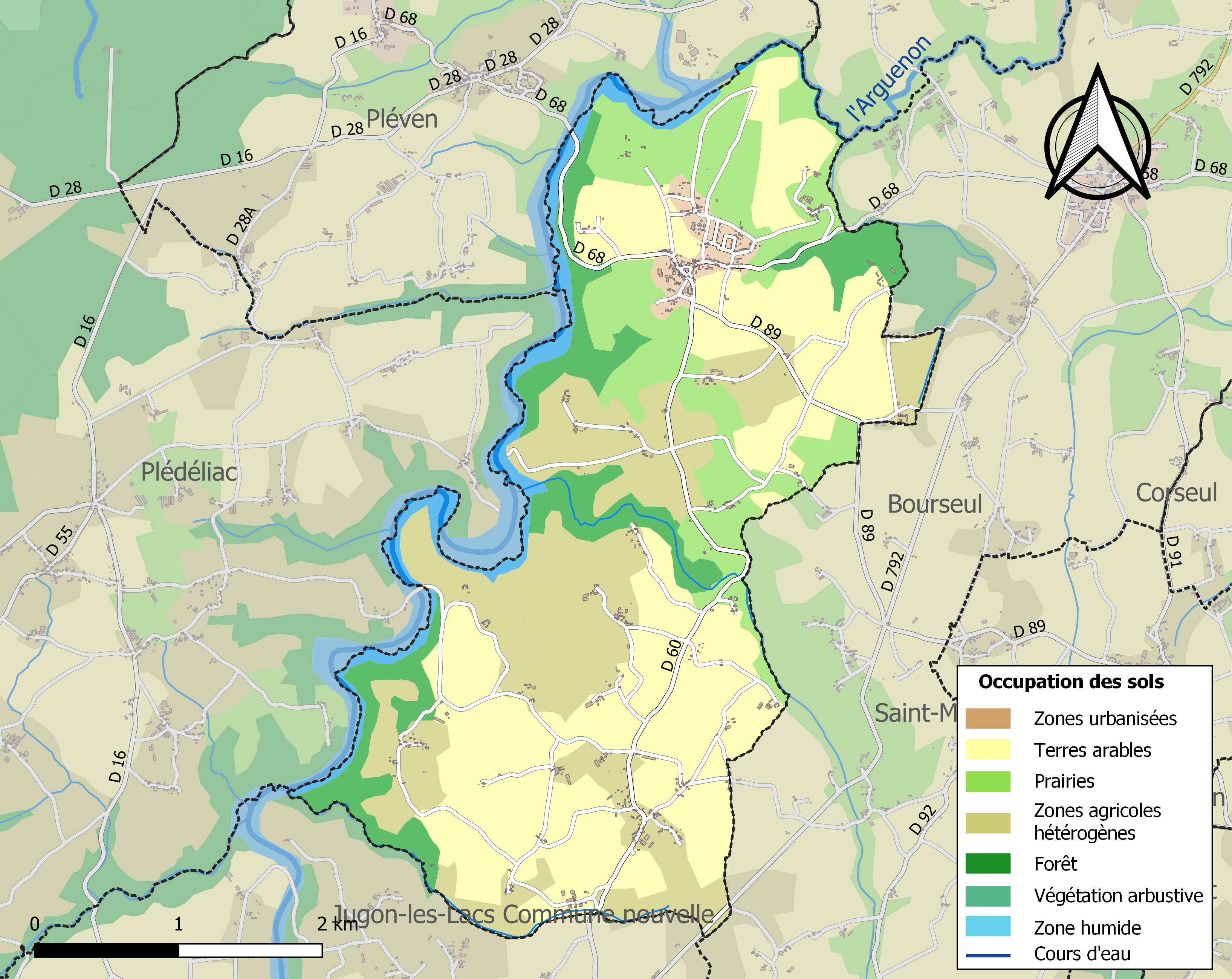
Carte des infrastructures et de l'occupation des sols de la commune en 2018 (CLC).

## Toponymie
Le nom de la localité est attesté sous les formes Ecclesia Sancti Petri de Ploresco vers 1150, Ploarec en 1214 et en 1239, Ecclesia de Plorec vers 1330, Plorech en 1453, Ploret vel Plouet au XVIe siècle, Plorecq en 1624
Le nom de la commune devient Plorec-sur-Arguenon par décret du 10 mai 1954.
Plorec-sur-Arguenon vient de ploe (« paroisse ») et de goarec (« courbe », décrite par l'Arguenon).
La forme bretonne proposée par l'Office public de la langue bretonne est Ploareg.

## Histoire

### LeXXesiècle

#### Les guerres duXXesiècle
Le monument aux Morts porte les noms de 39 soldats morts pour la Patrie :
- 37 sont morts durant la Première Guerre mondiale.
- 2 sont morts durant la Seconde Guerre mondiale.

### LeXXIesiècle
Le 5 novembre 2020, à la suite d'une plainte de la Fédération départementale de la Libre Pensée, se prévalant de la Loi de séparation des Églises et de l'État de 1905 qui  « interdit d'élever des signes ou emblèmes religieux sur des emplacements publics », le tribunal administratif de Rennes a ordonné le déplacement d'un calvaire édifié en 1946 et restauré en 2017 à un carrefour sur un délaissé de voirie.

## Politique et administration
| Période                                  | Période     | Identité         | Étiquette | Qualité                                  |
| ---------------------------------------- | ----------- | ---------------- | --------- | ---------------------------------------- |
| 1977                                     | 1989        | Louis Briard     |           |                                          |
| 1989                                     | 2008        | Robert Fairier   |           | retraité                                 |
| 2008                                     | 2014        | Roger Kubryck    |           | retraité                                 |
| 2014                                     | 23 mai 2020 | Christian Coquel |           | retraité                                 |
| 23 mai 2020                              | En cours    | Daniel Fouéré    |           | Ingénieur fonction publique territoriale |
| Les données manquantes sont à compléter. |             |                  |           |                                          |

## Démographie
L'évolution du nombre d'habitants est connue à travers les recensements de la population effectués dans la commune depuis 1793. Pour les communes de moins de 10 000 habitants, une enquête de recensement portant sur toute la population est réalisée tous les cinq ans, les populations de référence des années intermédiaires étant quant à elles estimées par interpolation ou extrapolation. Pour la commune, le premier recensement exhaustif entrant dans le cadre du nouveau dispositif a été réalisé en 2008.

En 2022, la commune comptait 445 habitants, en évolution de +8,01 % par rapport à 2016 (Côtes-d'Armor : +1,78 %, France hors Mayotte : +2,11 %).
| 1793 | 1800 | 1806 | 1821 | 1831 | 1836 | 1841 | 1846 | 1851 |
| ---- | ---- | ---- | ---- | ---- | ---- | ---- | ---- | ---- |
| 816  | 847  | 831  | 856  | 860  | 895  | 816  | 866  | 866  |

| 1856 | 1861 | 1866 | 1872 | 1876 | 1881 | 1886 | 1891 | 1896 |
| ---- | ---- | ---- | ---- | ---- | ---- | ---- | ---- | ---- |
| 841  | 897  | 919  | 892  | 909  | 963  | 959  | 926  | 932  |

| 1901 | 1906 | 1911 | 1921 | 1926 | 1931 | 1936 | 1946 | 1954 |
| ---- | ---- | ---- | ---- | ---- | ---- | ---- | ---- | ---- |
| 887  | 873  | 785  | 730  | 741  | 686  | 640  | 660  | 626  |

| 1962 | 1968 | 1975 | 1982 | 1990 | 1999 | 2006 | 2008 | 2013 |
| ---- | ---- | ---- | ---- | ---- | ---- | ---- | ---- | ---- |
| 619  | 551  | 502  | 503  | 473  | 398  | 396  | 395  | 404  |

| 2018 | 2022 | - | - | - | - | - | - | - |
| ---- | ---- | - | - | - | - | - | - | - |
| 417  | 445  | - | - | - | - | - | - | - |

## Culture locale et patrimoine

### Lieux et monuments

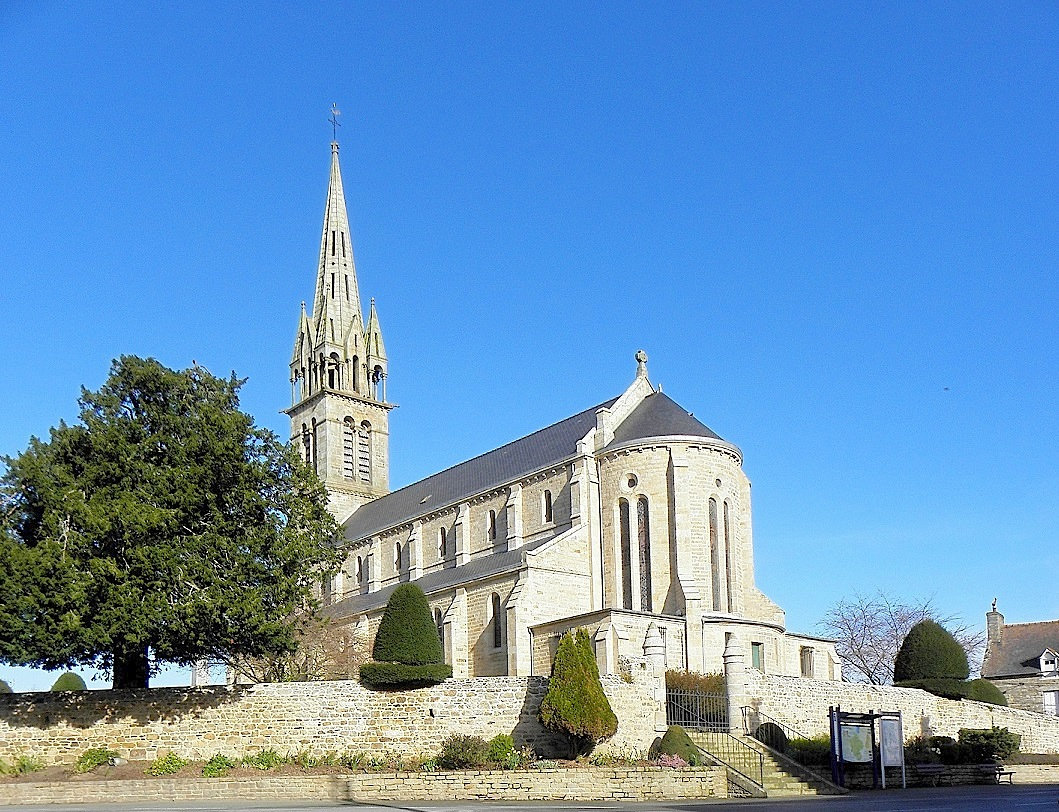
L'église Saint-Pierre de Plorec-sur-Arguenon.

- L'église paroissiale Saint-Pierre.
- Le tumulus dit La Tour Basse, classé au titre des monuments historiques par arrêté du 28 août 1934[26].
- Le château de la Ville-Lambert (privé).

#### Calvaire de La Croix de Pierre
Le calvaire de La Croix de Pierre, fut édifié en 1946 comme une sorte d’ex-voto en remerciement des soldats revenus de la guerre sains et saufs. Il comportait initialement un socle de pierre surmonté d’une croix de bois monumentale. Il fut restauré en 2018 par une association de bénévoles,. Deux autres petits calvaires lui ont été adjoints.
Ce calvaire a fait l'objet d'une couverture médiatique importante, due à la plainte déposée par un militant de la Fédération départementale de la Libre Pensée des Côtes d’Armor, habitant de la commune, qui souhaitait le voir détruit,,.

### Personnalités liées à la commune
- Famille de Lorgeril
- Jean Aillet, maire de Plorec-sur-Arguenon 1837.
- Alexis Renard, champion de France amateur 2019, coureur cycliste professionnel chez Israël Start-up Nation (2020-2022).
- Lucie Lucas, actrice, habitante de Plorec-sur-Arguenon

### Langue régionale
La commune est engagée depuis 2022 dans la promotion du gallo à travers la signature de la charte « du Galo, dam Yan, Dam Vèr ! ».

### Galerie

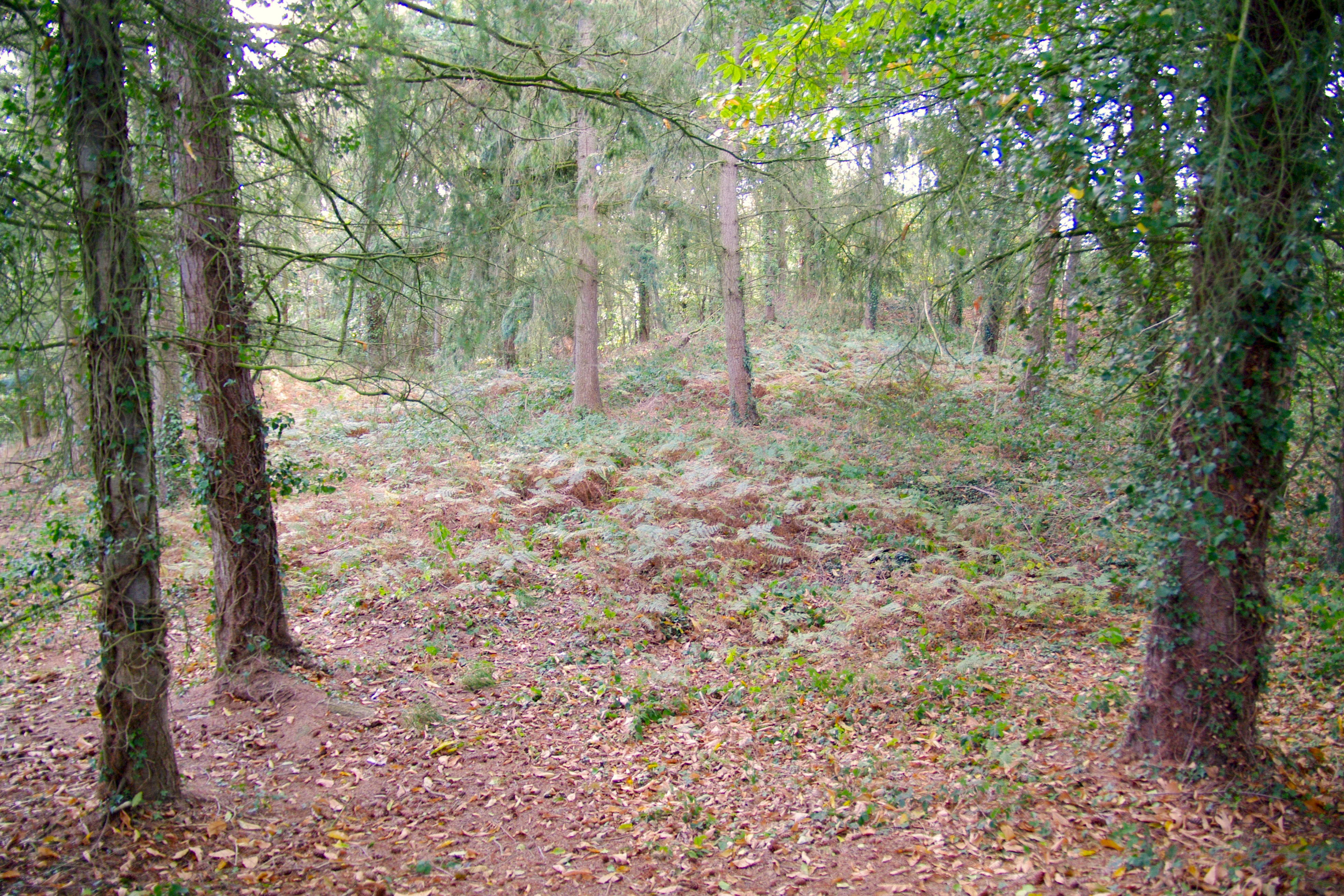
Tumulus.
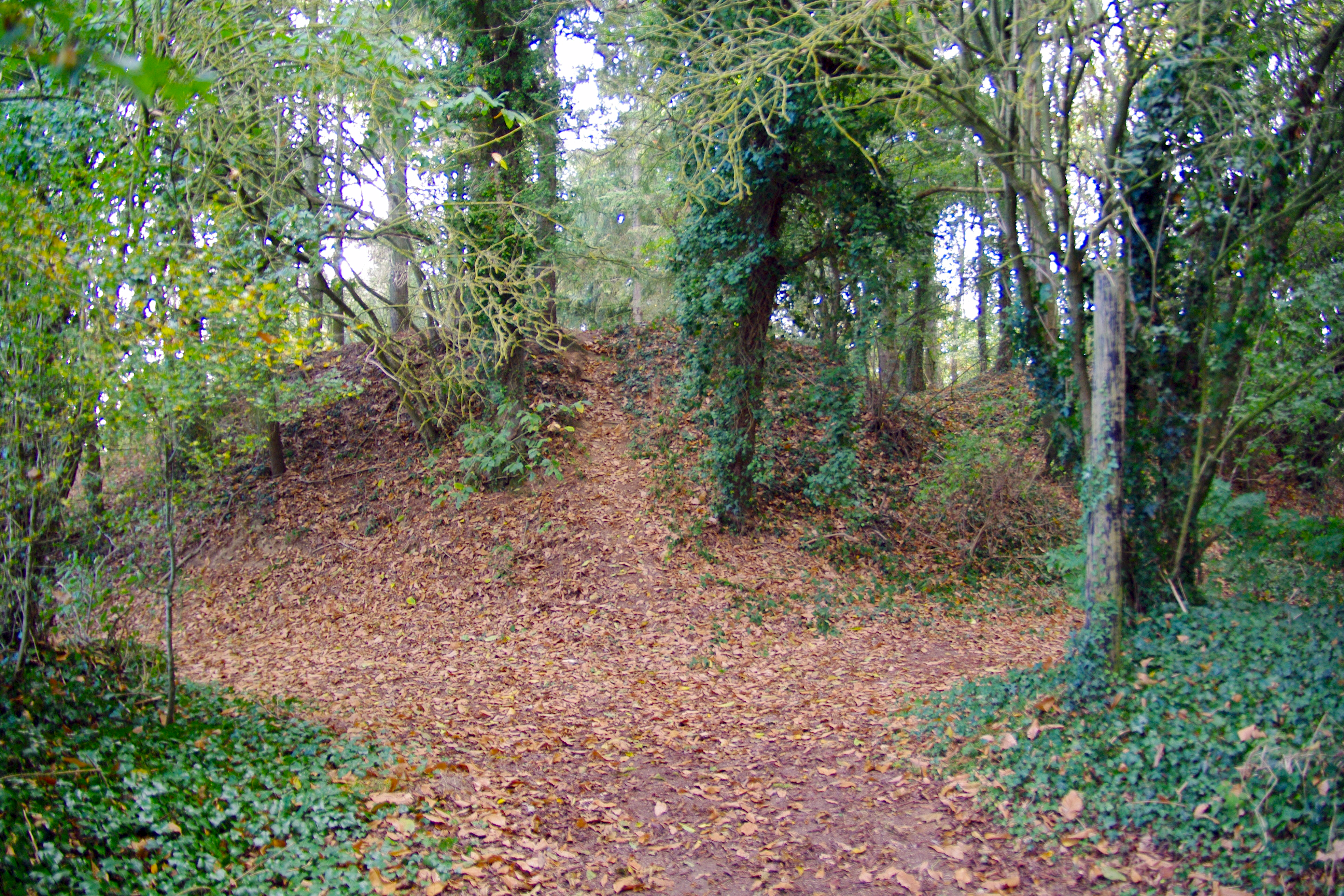
Tumulus de la Tour Basse.

### Héraldique
| Blason | Blasonnement : D'azur fretté d'hermine. |